# The Silent Witness (film 1912)
The Silent Witness è un cortometraggio muto del 1912. Il nome del regista non viene riportato nei credit del film. In un cameo appare, non accreditato, il produttore Edwin Thanhouser.

## Produzione
Il film fu prodotto dalla Thanhouser Film Corporation.

## Distribuzione
Distribuito dalla Motion Picture Distributors and Sales Company, il film - un cortometraggio in una bobina - uscì nelle sale cinematografiche USA il 13 febbraio 1912.